# مالك عقار
مالك عقار(الإنجليزية:Malik Agar) هو نائب رئيس مجلس السيادة السوداني منذ 19 مايو 2023 ورئيس الحركة الشعبية لتحرير السودان – الشمال، من مواليد المدينة باو بولاية النيل الأزرق بالسودان. و عمل والياً ولاية النيل الأزرق في أبريل 2010 عقب اتفاقية نيفاشا.
عاد مرة أخرى إلى الميدان وتحالف مع حركات دارفور تحت قيادة الجبهة الثورية السودانية التي تكوّنت في مدينة كاودا.

## مسيرته المهنية
عمل بالتدريس في بدايات حياته ومن ثم انتقل للعمل كأمين مخزن قبل أن ينضم للحركة الشعبية والتي قادت عدد من المعارك ضد حكومة الإنقاذ في النيل الأزرق.
قاد عدد من المفاوضات في شان الحرب التي اندلعت في الولاية عام 2011.

## روابط خارجية
لقاء مع مالك عقار رئيس الحركة الشعبية قطاع الشمال السودان